# Saison 2 des Vies rêvées d'Erica Strange
Chronologie
Saison 1 Saison 3
Cet article présente le guide des épisodes de la deuxième saison de la série télévisée canadienne Les Vies rêvées d'Erica Strange (Being Erica).

## Généralités
- Cette deuxième saison est composée de 12 épisodes.

### Synopsis
Erica Strange, jeune trentenaire vivant à Toronto, pense que sa vie est catastrophique et regrette certains évènements de son passé. Elle rencontre au terme d'une série d'accidents un homme qui se présente à elle comme son thérapeute, le docteur Tom. Il lui demande d'écrire une liste des moments-clés de sa vie qui sont devenus ses plus grands regrets. Erica découvre alors que son thérapeute a le pouvoir de la renvoyer dans le temps pour revisiter ces moments. C'est l'occasion pour elle de comprendre son passé, et le mettre en perspective avec sa vie actuelle. Cependant, changer le passé n'est pas sans danger ou conséquences…

## Distribution de la saison

### Acteurs principaux
- Erin Karpluk (VFB : Sophie Landresse) : Erica Strange
- Michael Riley (VFB : Franck Dacquin) : Dr Tom Wexlar
- Tyron Leitso (VFB : Bruno Mullenaerts) : Ethan
- Vinessa Antoine (VFB : Delphine Moriau) : Judith
- Paula Brancati (VFB : Mélanie Dermont) : Jenny

### Acteurs récurrents
- Joanna Douglas (VFB : Marcha Van Boven) : Samantha « Sam » Strange-McIntosh
- Adam MacDonald (VFB : Thierry Janssen) : Josh McIntosh
- John Boylan (en) (VFB : Philippe Résimont) : Gary Strange
- Kathleen Laskey (VFB : Catherine Conet) : Barbara Strange
- Reagan Pasternak (VFB : Marie Van R) : Julianne Giacomelli
- Morgan Kelly (VFB : Sébastien Hébrant) : Brent Kennedy
- Laurence Leboeuf (VFB : Claire Tefnin) : Claire
- Sebastian Pigott (VFB : Grégory Praet): Kai Booker
- Anna Silk : Cassidy Holland
- Kim Roberts (VFB : Ethel Houbiers) : Camilla

## Liste des épisodes

### Épisode 1:Réconciliations
- Titre original : Being Dr. Tom
- Numéro(s) : 14 (2-01)
- Diffusion(s) : 
  -  Canada : 22 septembre 2009 sur CBC
  -  France : 28 avril 2010 sur Orange Cinéhappy
  -  Québec : 1er décembre 2010 sur Séries+[1]
  -  Belgique : 9 juin 2011 sur La Deux
- Audience(s) : 550 000 téléspectateurs (première diffusion, Canada)
- Invité(s) :
- Résumé :

Dans le cadre de sa thérapie, Érica doit se plonger dans le passé du Dr Tom pour mieux comprendre ce dernier.

### Épisode 2:Pris au piège
- Titre original : Battle Royale
- Numéro(s) : 15 (2-02)
- Diffusion(s) : 
  -  Canada : 29 septembre 2009 sur CBC
  -  France : 28 avril 2010 sur Orange Cinéhappy
  -  Québec : 8 décembre 2010 sur Séries+
  -  Belgique : 10 juin 2011 sur La Deux
- Audience(s) : 755 000 téléspectateurs (première diffusion, Canada)
- Invité(s) : Jake Epstein, Jake Goldsbie
- Résumé :

C'est l'anniversaire de Sam et Erica invite son petit copain Ethan pour leur première réunion de famille. Malheureusement, il commence à se sentir pris au piège de son couple et décide de partir. Dr Tom fait retourner Erica lors de vacances dans un camp où une amitié fusionnelle avec un certain Malcolm a pris fin de façon inattendue.

### Épisode 3:Mère improvisée
- Titre original : Mamma Mia
- Numéro(s) : 16 (2-03)
- Diffusion(s) : 
  -  Canada : 6 octobre 2009 sur CBC
  -  France : 5 mai 2010 sur Orange Cinéhappy
  -  Québec : 15 décembre 2010 sur Séries+
  -  Belgique : 13 juin 2011 sur La Deux
- Audience(s) : 462 000 téléspectateurs (première diffusion, Canada)
- Invité(s) :
- Résumé :

Erica se propose comme baby-sitter quand Judith doit se rendre à une soirée organisée par la boîte de son mari, mais celle-ci ne lui fait pas totalement confiance et quand elle téléphone pour s'assurer que tout va bien elle se rend compte qu'Erica n'a pas respecté certaines règles. C'est ce moment que choisit le Dr Tom pour envoyer sa patiente (et le bébé!) à l'université, quand Erica a fait faux bond à Judith lors de la semaine d'intégration des premières.

### Épisode 4:Savoir dire «non»
- Titre original : Cultural Revolution
- Numéro(s) : 17 (2-04)
- Diffusion(s) : 
  -  Canada : 13 octobre 2009 sur CBC
  -  France : 5 mai 2010 sur Orange Cinéhappy
  -  Québec : 5 janvier 2011 sur Séries+[2]
  -  Belgique : 14 juin 2011 sur La Deux
- Audience(s) : 468 000 téléspectateurs (première diffusion, Canada)
- Invité(s) :
- Résumé :

### Épisode 5:Un jour à revivre
- Titre original : Yes We Can
- Numéro(s) : 18 (2-05)
- Diffusion(s) : 
  -  Canada : 20 octobre 2009 sur CBC
  -  France : 12 mai 2010 sur Orange Cinéhappy
  -  Québec : 12 janvier 2011 sur Séries+
  -  Belgique : 15 juin 2011 sur La Deux
- Audience(s) : 613 000 téléspectateurs (première diffusion, Canada)
- Invité(s) :
- Résumé :

Ethan emménage avec Erica avec tout ce que cela comprend (son pouf poire par exemple). Elle se voit contrainte par Julianne de se rendre aux "Délices" un club échangiste/homo/sadomaso pour mieux cerner le livre qu'elle représente. Elle y emmène Ethan et se rend compte que ce dernier est freiné par ses tabous. C'est ce moment que choisit Dr Tom pour lui donner l'opportunité de revivre cette même journée mais comme si elle allait être effacée dès sa fin. Elle pourra donc en profiter pour se lâcher complètement sans avoir peur des retombées de ses actes.

### Épisode 6:Dire ou Ne pas dire
- Titre original : Shhh Don't Tell
- Numéro(s) : 19 (2-06)
- Diffusion(s) : 
  -  Canada : 27 octobre 2009 sur CBC
  -  France : 12 mai 2010 sur Orange Cinéhappy
  -  Québec : 19 janvier 2011 sur Séries+
  -  Belgique : 16 juin 2011 sur La Deux
- Audience(s) : 716 000 téléspectateurs (première diffusion, Canada)
- Invité(s) :
- Melanie Leishman : Fiona Watt
- Résumé :

Erica surprend Mary et Friedken en train de coucher ensemble dans la salle de la photocopieuse. Elle ne veut pas le dire à Julianne, mais tout le monde est bientôt au courant cher River Rock. Dr Tom l'envoie au lycée, quand Jenny harcelait une élève de leur cours de chimie sans raisons apparentes.

### Épisode 7:Les Problèmes des autres
- Titre original : The Unkindest Cut
- Numéro(s) : 20 (2-07)
- Diffusion(s) : 
  -  Canada : 3 novembre 2009 sur CBC
  -  France : 19 mai 2010 sur Orange Cinéhappy
  -  Québec : 26 janvier 2011 sur Séries+
  -  Belgique : 17 juin 2011 sur La Deux
- Audience(s) : 518 000 téléspectateurs (première diffusion, Canada)
- Invité(s) :
- Résumé :

La mère d'Erica a un petit copain, elle hésite à l'inviter à la cérémonie de circoncision qui aura lieu chez elle, principalement parce que le rabbin officiant est son ex mari. Erica propose d'en parler à son père à sa place, pour qu'il soit prévenu.En plein milieu de la cérémonie, elle perd connaissance et se retrouve dans le bureau de Dr Fred, le thérapeute de Kai. Il lui demande de l'aider à convaincre celui-ci de continuer sa thérapie et l'envoie au moment où elle a commencé pour qu'elle puisse le convaincre.

### Épisode 8:Derrière la façade
- Titre original : Under My Thumb
- Numéro(s) : 21 (2-08)
- Diffusion(s) : 
  -  Canada : 10 novembre 2009 sur CBC
  -  France : 19 mai 2010 sur Orange Cinéhappy
  -  Québec : 2 février 2011 sur Séries+
  -  Belgique : 20 juin 2011 sur La Deux
- Audience(s) : 508 000 téléspectateurs (première diffusion, Canada)
- Invité(s) :
- Résumé :

Erica surprend Ethan en train de se masturber devant un film porno. Elle essaye de lui en parler mais il refuse. Friedken va parler au responsable de River Rock pour se plaindre de son renvoi et menacer le travail de Julianne, qui doit agir en conséquence. Sam revient de Londres seule en ayant quitté Josh, elle se réfugie chez Erica. Dr Tom décide que pour cette fois Erica doit gérer ses problèmes seule.

### Épisode 9:Pas facile à dire
- Titre original : A River Run Through It, It Being Egypt
- Numéro(s) : 22 (2-09)
- Diffusion(s) : 
  -  Canada : 17 novembre 2009 sur CBC
  -  France : 26 mai 2010 sur Orange Cinéhappy
  -  Québec : 9 février 2011 sur Séries+
  -  Belgique : 21 juin 2011 sur La Deux
- Audience(s) : 604 000 téléspectateurs (première diffusion, Canada)
- Invité(s) :
- Résumé :

Après que Sam ait couché avec Kai, Josh revient de Londres pour venir la chercher. Elle refuse de repartir avec lui. Erica est terriblement en colère contre Kai, parce qu'il va sûrement blesser sa petite sœur. Dr Tom la renvoie à une fête qu'elle avait organisé chez elle avec Léo et où la nouvelle voiture de son père avait été saccagée. Elle veut éviter que cela arrive pour que les relations entre son père et son frère n'empirent pas avant sa mort.

### Épisode 10:Évoluer pour survivre
- Titre original : Papa Can You Hear Me
- Numéro(s) : 23 (2-10)
- Diffusion(s) : 
  -  Canada : 24 novembre 2009 sur CBC
  -  France : 26 mai 2010 sur Orange Cinéhappy
  -  Québec : 16 février 2011 sur Séries+
  -  Belgique : 22 juin 2011 sur La Deux
- Audience(s) : 589 000 téléspectateurs (première diffusion, Canada)
- Invité(s) : Tatiana Maslany : Sarah Wexler
- Résumé :

Le Dr. Tom passe une journée avec sa fille, Sarah...

### Épisode 11:Des hauts et des bas
- Titre original : What Goes Up Must Come Down
- Numéro(s) : 24 (2-11)
- Diffusion(s) : 
  -  Canada : 1er décembre 2009 sur CBC
  -  France : 2 juin 2010 sur Orange Cinéhappy
  -  Québec : 23 février 2011 sur Séries+
  -  Belgique : 23 juin 2011 sur La Deux
- Audience(s) : 673 000 téléspectateurs (première diffusion, Canada)
- Invité(s) :
- Résumé :

À la suite de mauvaises critiques sur un livre, Erica voit son avenir professionnel remis en cause...

### Épisode 12:Le Grand Saut
- Titre original : The Importance Of Being Erica
- Numéro(s) : 25 (2-12)
- Diffusion(s) : 
  -  Canada : 8 décembre 2009 sur CBC
  -  France : 2 juin 2010 sur Orange Cinéhappy
  -  Québec : 2 mars 2011 sur Séries+
  -  Belgique : 24 juin 2011 sur La Deux
- Audience(s) : 513 000 téléspectateurs (première diffusion, Canada)
- Invité(s) :
- Résumé :

Erica et Julianne veulent monter leur propre maison d'édition...